# Julius Habermeier
Julius Habermeier (* 31. März 1905 in Crailsheim; † 12. März 1986 ebenda) war ein deutscher Politiker (FDP/DVP).

## Leben
Habermeier war beruflich als Gartenmeister tätig und leitete einen Gartenbaubetrieb mit Blumengeschäft in Crailsheim. Zum 1. Mai 1937 trat er der NSDAP bei (Mitgliedsnummer 4.022.931).
Habermeier war vom 22. bis zum 31. Mai 1964 kurzzeitig Abgeordneter im Landtag von Baden-Württemberg. Er war für den temporär ausgeschiedenen Abgeordneten Hermann Müller nachgerückt und vertrat das Direktmandat des Wahlkreises Crailsheim.